# بلطي التجاويف
بلطي التجاويف جوكا (الاسم العلمي: Tilapia joka)، هو نوع معرض للخطر من الأسماك البلطية التي تعيش في الأنهار في سيراليون وليبيريا في غرب إفريقيا. ضُمِّن هذا البلطي الصغير نسبيًا سابقًا في جنس البلطي، ولكن في عام [[2013]] نُقل إلى جنسه الخاص بلطي التجاويف (Coelotilapia) وقبيلة بلطاوات التجاويف (Coelotilapini).
إنها سمكة بيضاوية الشكل جسمها أسود اللون. هناك ثمانية إلى تسعة خطود صفراء عرضية تحد الجسم. يحتوي الرأس على خطوط صفراء صغيرة غير منتظمة تمتد من العين إلى الأنف والجبهة والفم. إنه أحد أنواع البلطي القليلة التي يُحتفظ بها بانتظام في أحواض السمك.